# Мюнстерланд

Мюнстерланд (нем. Münsterland, н.-нем. Mönsterland) — историко-географический регион на северо-западе Германии.

## География
Мюнстерланд расположен на северо-западе Вестфалии, в земле Северный Рейн-Вестфалия. Площадь Мюнстерланда равна приблизительно 5940 км². Численность населения превышает 1,6 миллиона человек. Его центром является город Мюнстер. Географическими границами региона считаются Тевтобургский Лес на севере, река Липпе на юге и на западе — государственная граница ФРГ с Нидерландами. Исторически территория Мюнстерланда практически совпадает с районом, охватывающим бывшее Мюнстерское князь-епископство. Административно ныне в него входят современные округа Боркен, Коэсфельд, Штайнфурт и Варендорф, и город Мюнстер.
Мюнстерланд представляет собой преимущественно сельский ландшафт с единственным крупным городом, Мюнстером (население — 270 тысяч человек). От 50 тысяч до 80 тысяч человек проживают также в таких городах, как Рейне, Ален, Дюльмен, Гронау, Бохольт, Иббенбюрен.
Главной рекой региона, пересекающей его в направлении с юга на север, является Эмс. Ландшафт Мюнстерланда — равнинный, с холмами, не превышающими высоты в 100 метров. Географически он делится на Восточный Мюнстерланд, Центральный Мюнстерланд (Kernmünsterland) и Западный Мюнстерланд.
Отличительными особенностями местного населения являются исповедуемый подавляющим числом жителей католицизм, а также местные диалекты, мюнстерландский и западномюнстерландский, относящиеся к нижненемецкому языку.
В Мюнстерланде (в Цвильброкер-Венн) находится самая северная в мире колония фламинго.

## История
Присутствие человека прослеживается на территории Мюнстерланда начиная с 8000 лет до н. э. Начиная с 2000 до н. э., согласно археологическим находкам, Мюстерланд был уже постоянно заселён. Среди его позднейших обитателей можно назвать германские племена херусков, хамавов и брусков. В эпоху около I века н. э. на южной его границе закрепились римляне, создавшие в этой местности свои укрепления.
Около 500 года этот регион заселяют пришедшие с северо-востока саксы. В конце VIII столетия его покоряет Карл Великий. Пришедший сюда примерно в то же время католический миссионер, святой Людгер, основывает в селении Мимитгернафорд монастырь (нем. Münster), вокруг которого возник город Мюнстер. Город быстро развивается. Уже в 805 году он становится центром епископства, в 1170 году он получает городское право.
После смерти саксонского герцога Генриха Льва Мюнстерское епископство становится самостоятельным. Во время Реформации власть в Мюнстере на время захватывает революционная секта анабаптистов. Во время Тридцатилетней войны (1618—1648) на территории епископства развернулись ожесточённые военные действия. Население его за это время значительно сократилось, хозяйство региона понесло большой ущерб в результате непрекращавшихся грабежей и пожаров. Часть соглашений Вестфальского мира, завершившего Тридцатилетнюю войну, была подписана в Мюнстере.
В 1803 году территория Мюнстерского епископства была секуляризована. Здесь были образованы княжество Зальм и графство Зальм-Хорстмар. Часть его территории перешла к герцогствам Берг и Аренсберг. В 1810 году другая часть региона была оккупирована Францией. По решению Венского конгресса в 1815 году он входит в состав Пруссии, и юридически является её частью до 1945 года. Приблизительно с 1850 года происходит индустриализация в Мюнстерланде. При этом упор делается на развитие текстильной промышленности.
Во время Второй мировой войны Мюнстер и другие города региона сильно пострадали от бомбардировок английской и американской авиации. Так, центральная, культурно-историческая часть Мюнстера была разрушена на 91 %.

## Галерея

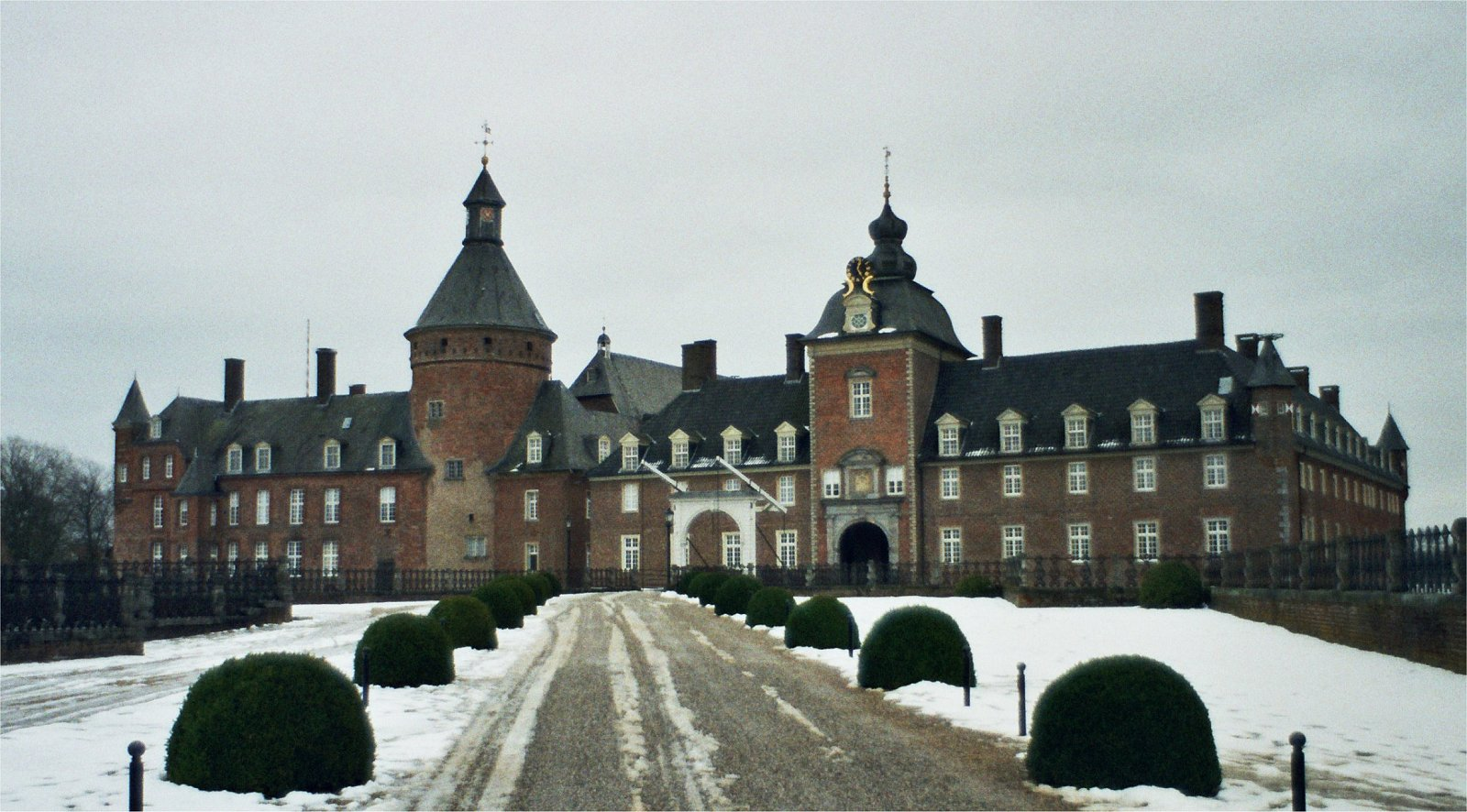
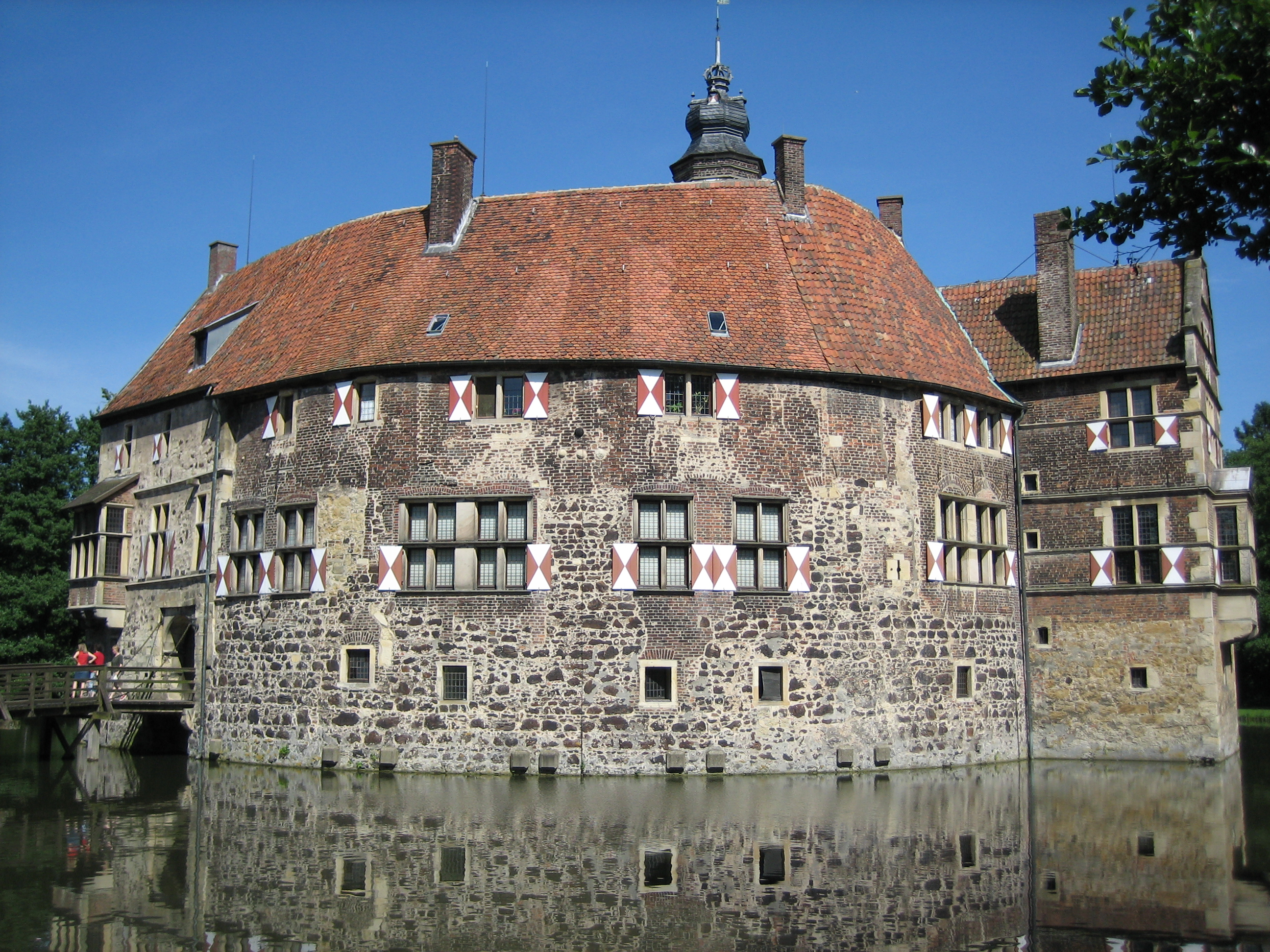
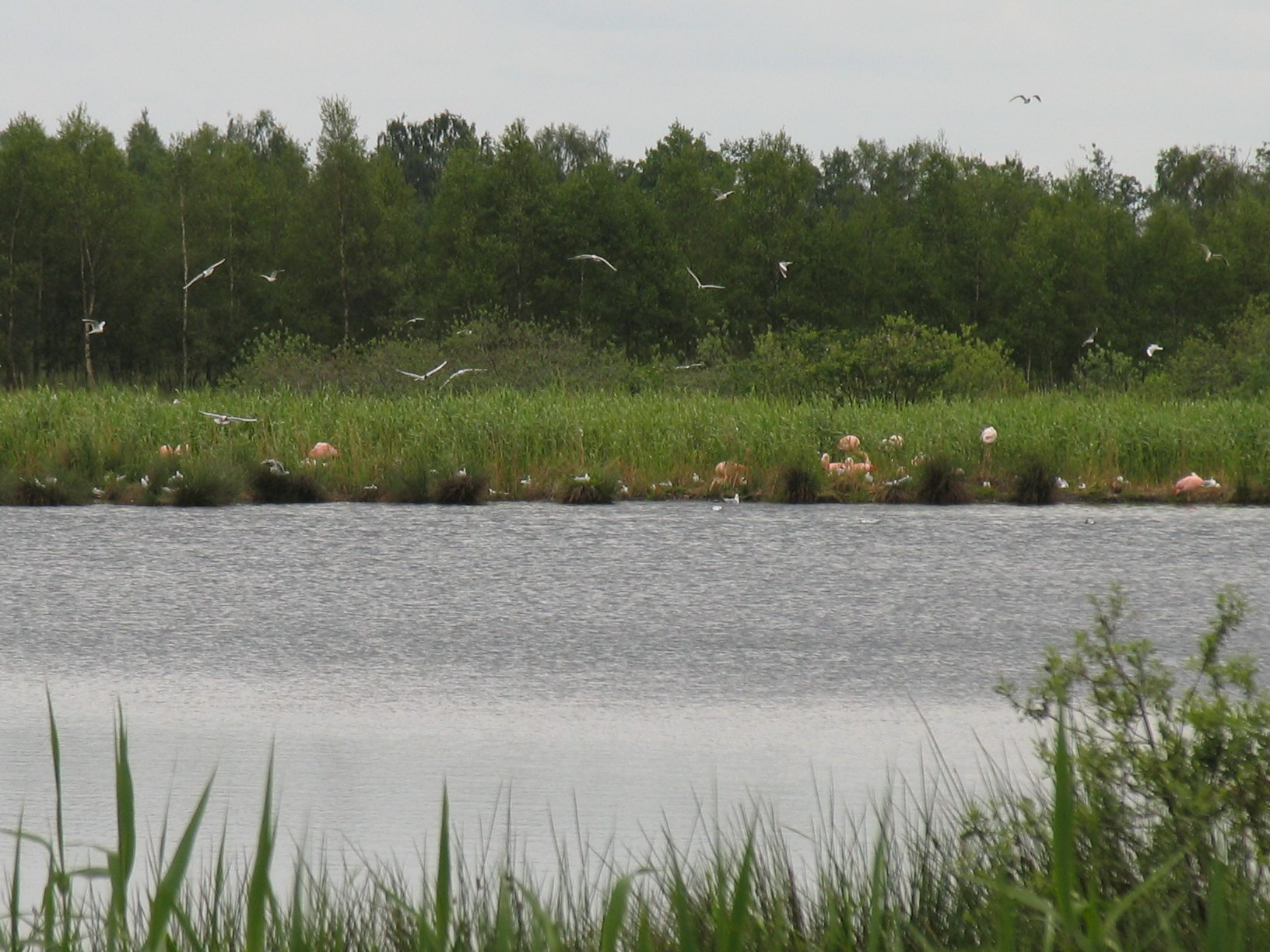
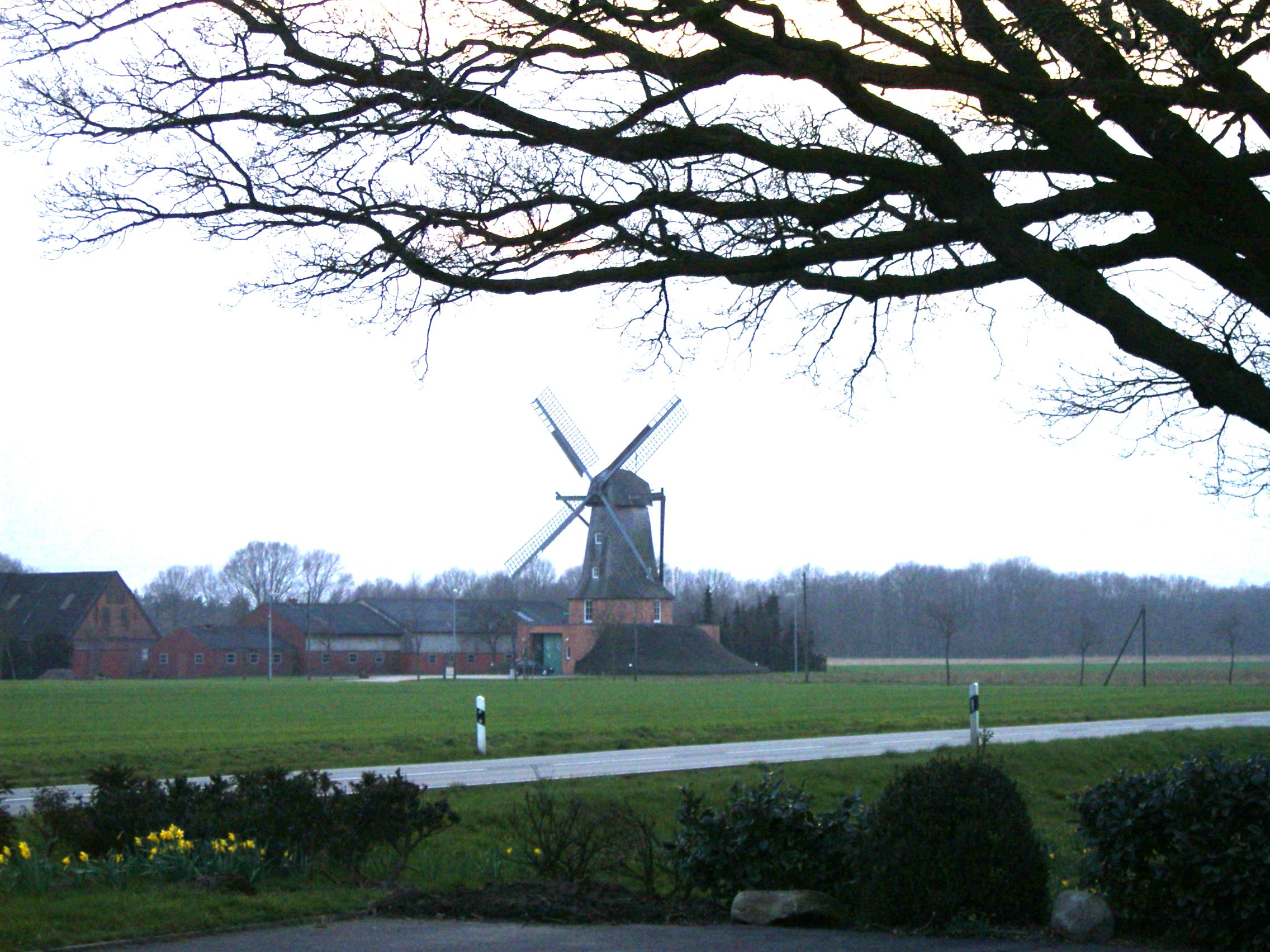

Мюнстерландские ландшафты: